# Étienne Sansonetti
Étienne Sansonetti (Marseille, 1935. december 5. – Ajaccio, 2018. május 31.) francia labdarúgó, csatár.

## Pályafutása
1947 és 1954 között az Endoume, 1954 és 1956 között a Saint-Loup, 1956 és 1958 között az Olympique Marseille korosztályos csapataiban szerepelt. 1958 és 1963 között az Olympique első csapatában játszott. 1963–64-ben a Valenciennes, 1964–65-ben az Angers játékosa volt. 1965 és 1967 között a Bastia, 1967 és 1969 között az Ajaccio csapatában szerepelt. 1966–67-ben a Bastiával a másodosztályban, 1967–68-ban az Ajaccióval az élvonalban lett gólkirály. Az 1969–70-es idényben az AS Monaco labdarúgója volt. 1970 és 1972 között ismét az AC Ajaccio, 1972 és 1976 között a Gazélec Ajaccio, 1976–77-ben újra az Ajaccio játékosa volt.

## Sikerei, díjai
Bastia
- Francia bajnokság - másodosztály
  - gólkirály: 1966–67 (23 góllal)

 Ajaccio
- Francia bajnokság
  - gólkirály: 1967–68 (26 góllal)